# Нікола Тоніца
Нікола́ То́ніца (13 квітня 1886, Бирлад— † 26 лютого 1940, Бухарест) — румунський художник, графік.
Народився у в Bârlad, він покинув своє рідне місто в 1902 для того, щоб вчитися в Ясській Національній Школі Образотворчих Мистецтв (Şcoala naţională de Belle-Arte din Iaşi), де він мав серед своїх викладачів Gheorghe Popovici і Emanoil Bardasare. Наступного року він відвідав Італію разом з студентами археології Бухарестського Університету під керівництвом Grigore Tocilescu. Протягом того періоду, разом з деякими з його однокашників, Тоніца фарбував стіни церкви в Grozeşti.
У 1908 він подався до Мюнхена, де він відвідав Королівську Академію Образотворчих Мистецтв (Königliche Bayerische Akademie der Bildenden Künste); почав видавати політичні карикатури в Furnica, і, робив художнім критичні замітки до Arta Română. Тоніца провів подальші три роки в Парижі, де він відвідав студії художників, і вивчав знаменитий живопис. Хоча формування його як молодого художника спочатку відбувалося у під впливом домінуючих стилів, свіжі емоції стали шляхом до оригінальности та експериментування.

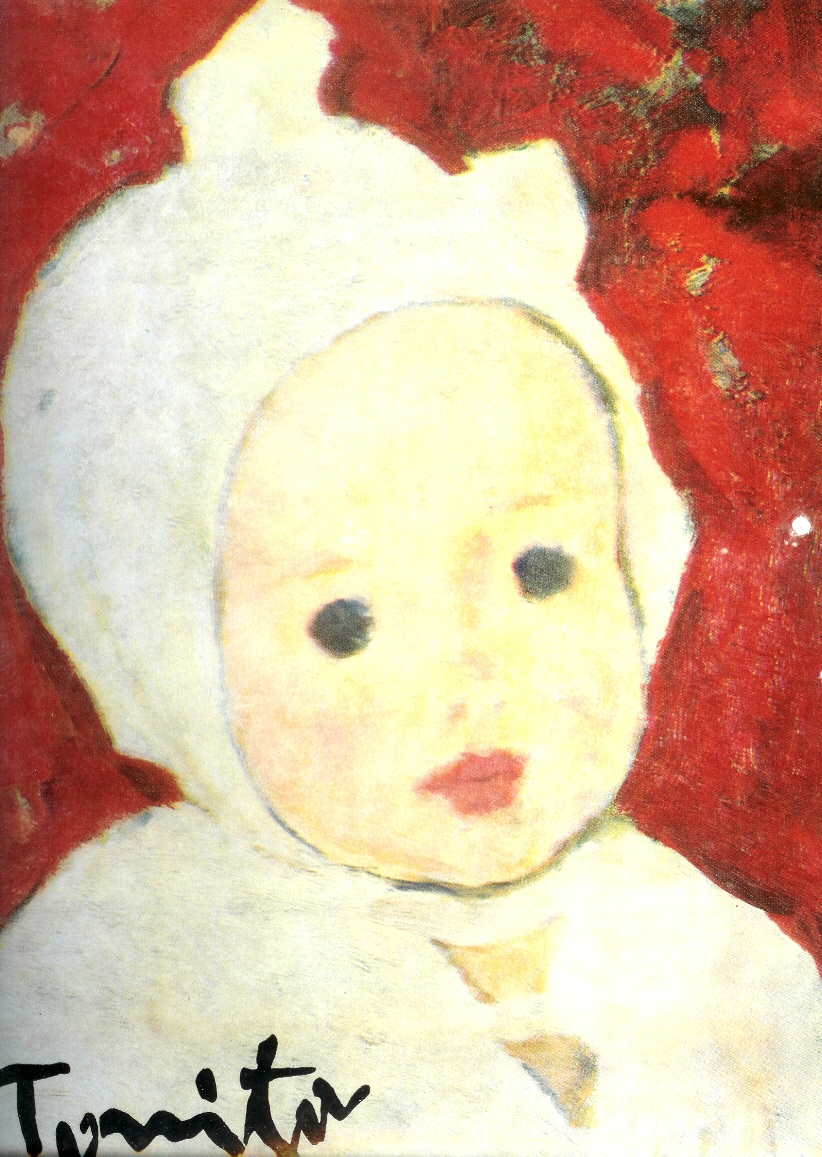
Nicolae Tonitza — Портрет дитя (1926) — Musée Zambaccian, Bucarest

Після повернення, Тоніца малював фрески у ряді церков Молдавії й працював викладачем мистецтва, а згодом — як журналіст для Iaşul. У 1916, коли Румунія вступила у Другу світову війну, він був мобілізований й відбував службу у Болгарії, де й був захоплений як полонений при битві за Turtucaia. Після інтернування, він захворів малярією та ревматизмом, які були лихом для нього упродовж усього життя. Він був звільнений і повернувся у 1918.

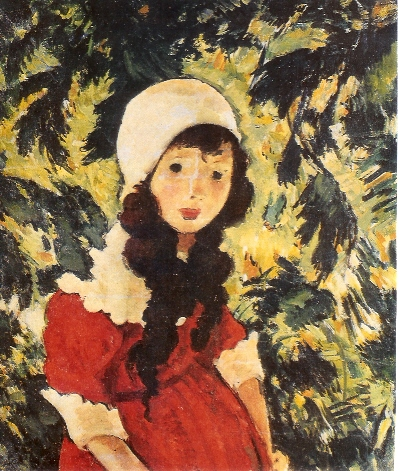
Nicolae Tonitza — Дівча у лісі (1924) — Збірка доктора Дона, Бухарест

Публіцистичні роботи Н. Тоніци викликали гострі політичні дискусії, а також полеміку з питань соціального і культурного розвитку країни. Н. Тоніца був у близьких, дружніх стосунках з письменником і активістом лівого руху Гала Галактіоном, книгу якого «O lume nouă» він ілюстрував у 1919 році і портрет якого писав у 1920 р.. Протягом 1920-х, він увійшов до складу групи Arta Română (пліч-о-пліч Gheorghe Petraşcu та іншими). Внесок Тоніци до суспільного буття найкраще помітний у графіці, — він робив скетчі для багатьох сучасників, зазвичай політичних, у тому числі «лівацьких», журналів: Adevărul, Rampa, Flacăra, Clopotul, Hiena, Socialismul, — і в його статтях, де йшлося здебільшого про культурні і соціальні події. У 1921, Тоніца розширив діяльність, розфарбовуючи заготовки для керамічних фабрик, і організовуючи показ кераміки. Цього ж року, він переїхав до Vălenii de Munte. Пізніше, він став редактором художнього часопису Artele Frumoase, і, в 1922, подорожуючи до Трансільванії, де він здружився з Aurel Popp. У 1926, Тоніца, Oscar Han, Francisc Şirato, and Штефан Дімітреску (Ştefan Dimitrescu), організували Grupul celor patru («Групу Чотирьох»).
По смерті Дімітреску в 1933, Тоніца зайняв його посаду в Академії Образотворчих Мистецтв в Яссах. Брав участь у декількох національних виставках і Світових Ярмарках, він намалював свої останні роботи біля Balchik, і серйозно занедужав у 1937. Помер роком пізніше.

## Мистецтво
Тоніца в значній мірі черпав натхнення у імпресіонізмі, але він однаково захопився відкриттями, зробленими художниками-постімпресіоністами, їх революція в композиції і шику Belle Époque.
Більшість його робіт безтурботна в тонах, на противагу із залученням Тоніци у соціальні проблеми. Роботи автора запропонували класичний естетичний ідеал, проглядання мистецтва як скарбниці духовних цінностей. Цей месидж є найочевиднішим в його пейзажному малярстві Північної Dobruja, портрети клоунів і дітей, портрети молодих жінок, і у вивченнях натюрморту.